# 톡소플라스마증
톡소플라스마증(영어: toxoplasmosis) 또는 톡소포자충증은 정단복합체충류의 하나인 톡소포자충에 의해 발병하는 기생병이다. 톡소플라스마증 감염은 다양한 신경정신병학적 및 행동적 조건과 결부된다. 사람들은 이따금 수주나 수개월에 걸쳐 근육통 등 사소한 수준의 독감같은 질병을 앓을 수 있다. 소수의 사람들은 안구 문제가 발생할 수 있다. 면역결핍질환 환자에게서는 뇌전증 발작, 조정 부족 등의 정도가 심한 증상이 발생할 수 있다. 임신 중에 감염되면 선천톡소포자충증(congenital toxoplasmosis)이 아이에 영향을 줄 수 있다.
음식을 적절히 준비하고 조리함으로써 예방할 수 있다. 임신한 여성들은 고양이 배설용 모래상자 점토를 청소하는 일을 하지 않기를 권고받으며, 꼭 해야 하는 경우 장갑을 끼고 작업 후 세수를 하여야 한다.